# George Wells Beadle
George Wells Beadle (Wahoo, 22 ottobre 1903 – Chicago, 9 giugno 1989) è stato un biologo statunitense, impegnato in particolare nel campo della genetica. Vinse il Premio Nobel per la medicina nel 1958, in coppia con Edward Lawrie Tatum per la scoperta del ruolo dei geni nella regolazione degli eventi biochimici cellulari.
In una serie di esperimenti in cui venivano analizzate le mutazioni indotte da raggi-X sul fungo Neurospora crassa Beadle e Tatum dimostrarono che tali mutazioni causavano delle modificazioni in particolari enzimi coinvolti nelle vie metaboliche cellulari. Fu così che poté essere provato un collegamento diretto fra i geni e le reazioni enzimatiche, mettendo a punto la celebre ipotesi "un gene, un enzima".

## Biografia
Nato a Wahoo nello stato americano del Nebraska, si laureò in agronomia presso il College di Agricoltura dell'Università del Nebraska nel 1926, divenendo membro della locale FarmHouse Fraternity. Dopo l'ingresso nella scuola agronomica della Cornell University, andò spostando i suoi interessi prima allo studio dell'ecologia e successivamente a quello della genetica e della citologia iniziando promettenti ricerche sul mais, collaborando anche con Barbara McClintock; ricevette il dottorato di ricerca nel 1931.
Al California Institute of Technology lavorò con Alfred Sturtevant allo studio dei geni della Drosophila melanogaster e con Boris Ephrussi allo sviluppo di una tecnica per il trapianto eterologo di cellule nelle larve dei moscerini, dimostrando che alcune mutazioni che interessavano il colore degli occhi delle larve coinvolgevano geni responsabili del controllo di specifici "step" metabolici relativi alla produzione del pigmento oculare. Assieme al biochimico Tatum identificò ed isolò il pigmento precursore trovato nel mutante "vermillion" e durante questo lavoro su Drosophila fu professore prima ad Harvard, poi a Stanford.
Sempre assieme a Tatum, iniziò ad interessarsi di un altro organismo modello per gli studi di genetica, il fungo Neurospora crassa, creando ceppi mutanti che richiedevano specifici elementi nutrienti (amminoacidi o vitamine) e dimostrando così che singole mutazioni genetiche sono responsabili di "step" specifici del metabolismo e della sintesi dei nutrienti stessi.
Ciò condusse alla formulazione, nel 1941, della fortunata ipotesi "un gene, un enzima", l'idea cioè che un gene è specifico per un singolo enzima, piuttosto che di un complesso pool di caratteristiche genetiche, come era precedentemente ritenuto.
Nel 1946, con il supporto di Linus Pauling, si dedicò alla direzione della divisione di biologia del California Institute of Technology, di recente rinnovato e riorganizzato, prototipo di quello che più tardi sarebbe divenuto un tipico laboratorio di biologia molecolare.
Nei primi anni della guerra fredda, Beadle difese alcuni colleghi sospettati per le loro simpatie comuniste e lavorò ad alcune pubblicazioni che spiegavano il pericolo potenziale delle radiazioni emesse per l'uso delle armi nucleari.
Nel 1958 Beadle e Tatum furono insigniti del Premio Nobel per la Medicina per il loro lavoro in biochimica e genetica e, dal 1961 al 1968 fu Rettore della University of Chicago, tornando successivamente alla ricerca sino alla fine degli anni '70, quando fu colpito dalla malattia di Alzheimer.
Si spense nel 1989.